# Перманганат рубидия

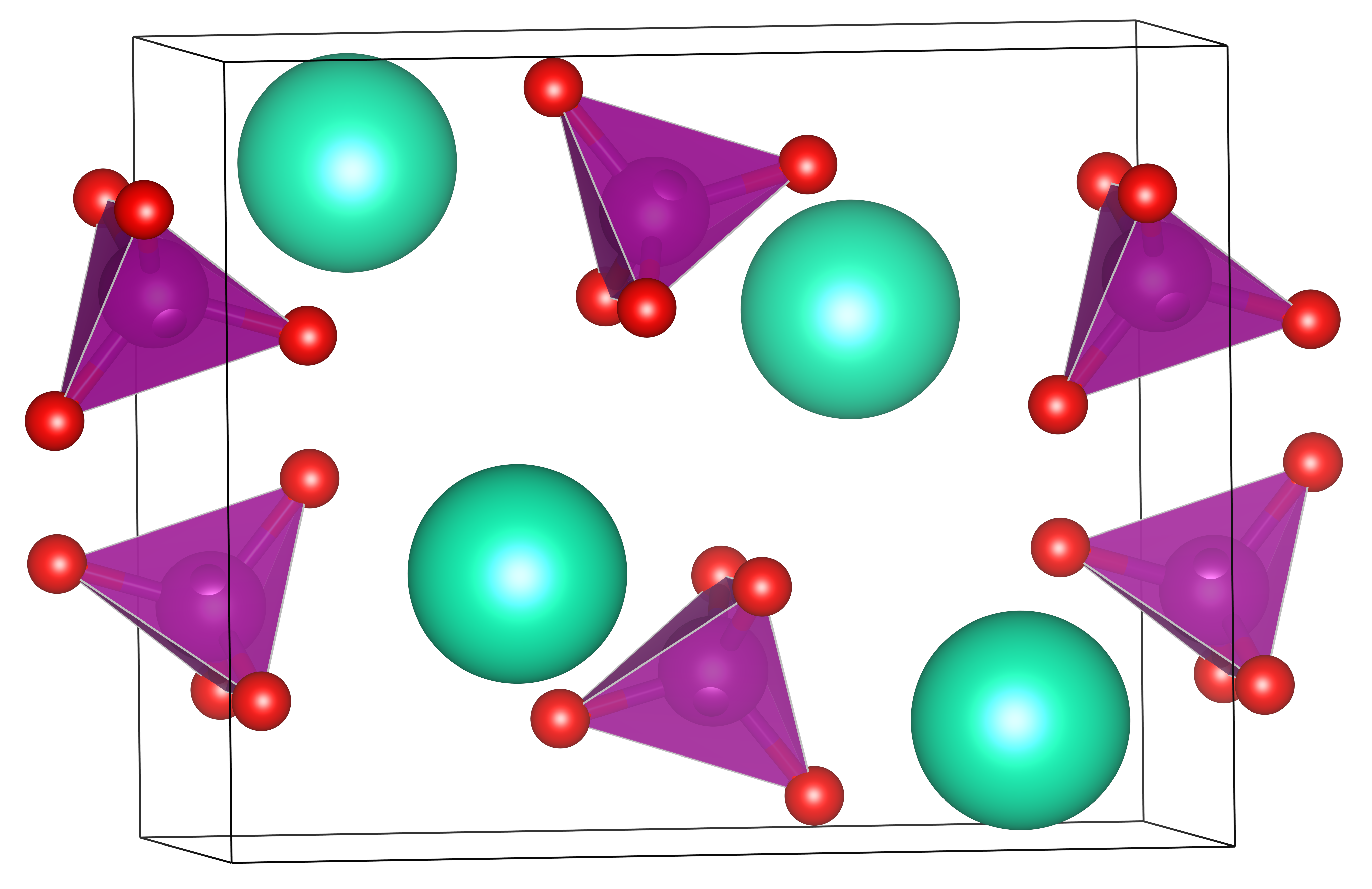

Перманганат рубидия — неорганическое соединение, соль металла рубидия и марганцовой кислоты с формулой RbMnO4,
красно-фиолетовые кристаллы,
плохо растворяется в воде.

## Физические свойства
Перманганат рубидия образует красно-фиолетовые кристаллы.
Плохо растворяется в воде.

## Химические свойства
При нагревании ведёт себя аналогично перманганату калия:
{\displaystyle {\mathsf {2RbMnO_{4}\ {\xrightarrow {t}}\ Rb_{2}MnO_{4}+MnO_{2}+O_{2}\uparrow }}}